# 古季亞
48°6′54″N 23°7′31″E / 48.11500°N 23.12528°E
古季亞（烏克蘭語：Гудя),, 是烏克蘭西部的村莊，隸屬外喀爾巴阡州的貝雷霍韋區。該村面積3.58平方公里，海拔高度136米，2001年人口592，人口密度每平方公里170人。